# Regiunea Ali Sabieh
Ali Sabieh este o regiune a  statului Djibouti a cărei capitală este Ali Sabieh. Are o populație de 86.949 locuitori (recensământ 2009) și o suprafață de 2.400 km2.